# SN 2011fv
SN 2011fv – supernowa typu II odkryta 26 sierpnia 2011 roku w galaktyce NGC 459. W momencie odkrycia miała maksymalną jasność 18,20m.